# Windosill
Windosill est un jeu vidéo indépendant de réflexion développé par Vectorpark. Il est sorti en 2009 en ligne (via Flash) ainsi que pour Windows, Mac et Linux.

## Système de jeu

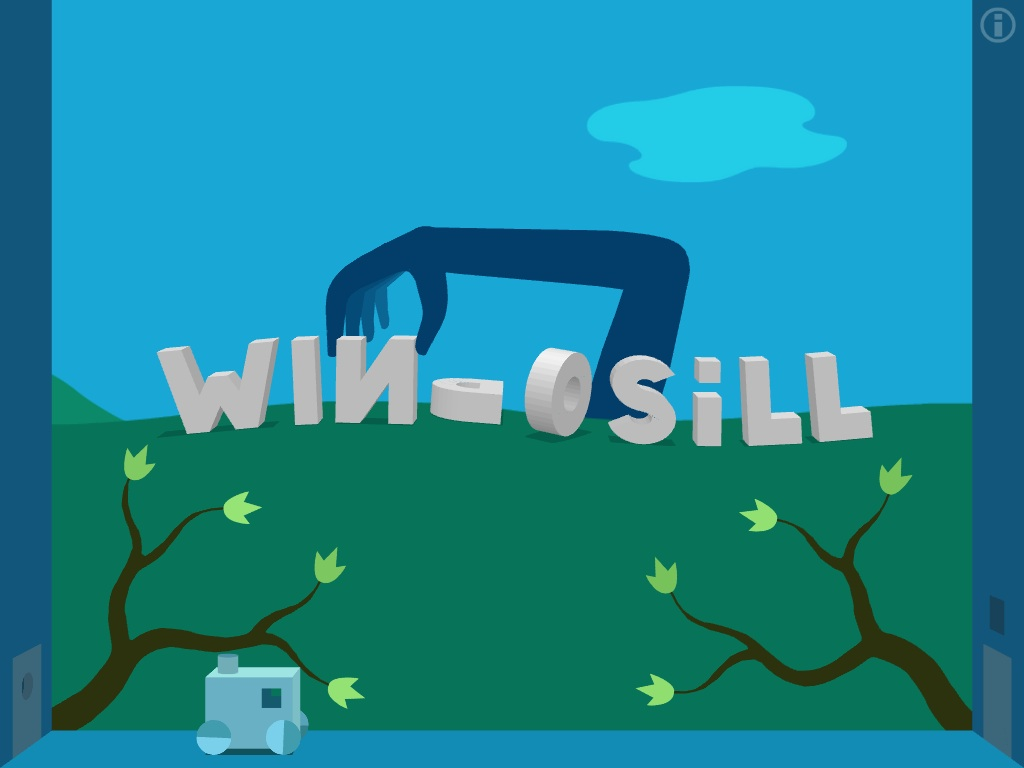
Écran-titre